# Hydrogonium rechingeri
Hydrogonium rechingeri là một loài Rêu trong họ Pottiaceae. Loài này được (Broth.) W. Schultze-Motel mô tả khoa học đầu tiên năm 1973.